# Chery Arrizo 8
El Chery Arrizo 8 ((xinès)) és un mida mitjana sedan produït per Chery.

## Overview
L'Arrizo 8 va debutar l'abril de 2022. Es va llançar al mercat xinès el setembre de 2022.

La potència de l'Arrizo 8 prové de dues opcions de motor, una de les quals és un motor d'1,6 litres 194 hp (145 kW) i 290 N·m (210 lbf·ft). El segon és una opció de producció de turbo de 2,0 litres 250 hp (190 kW) and 390 N·m (290 lbf·ft), i ambdós models tenen tracció davantera acoblada a la transmissió de doble embragatge de 7 velocitats.

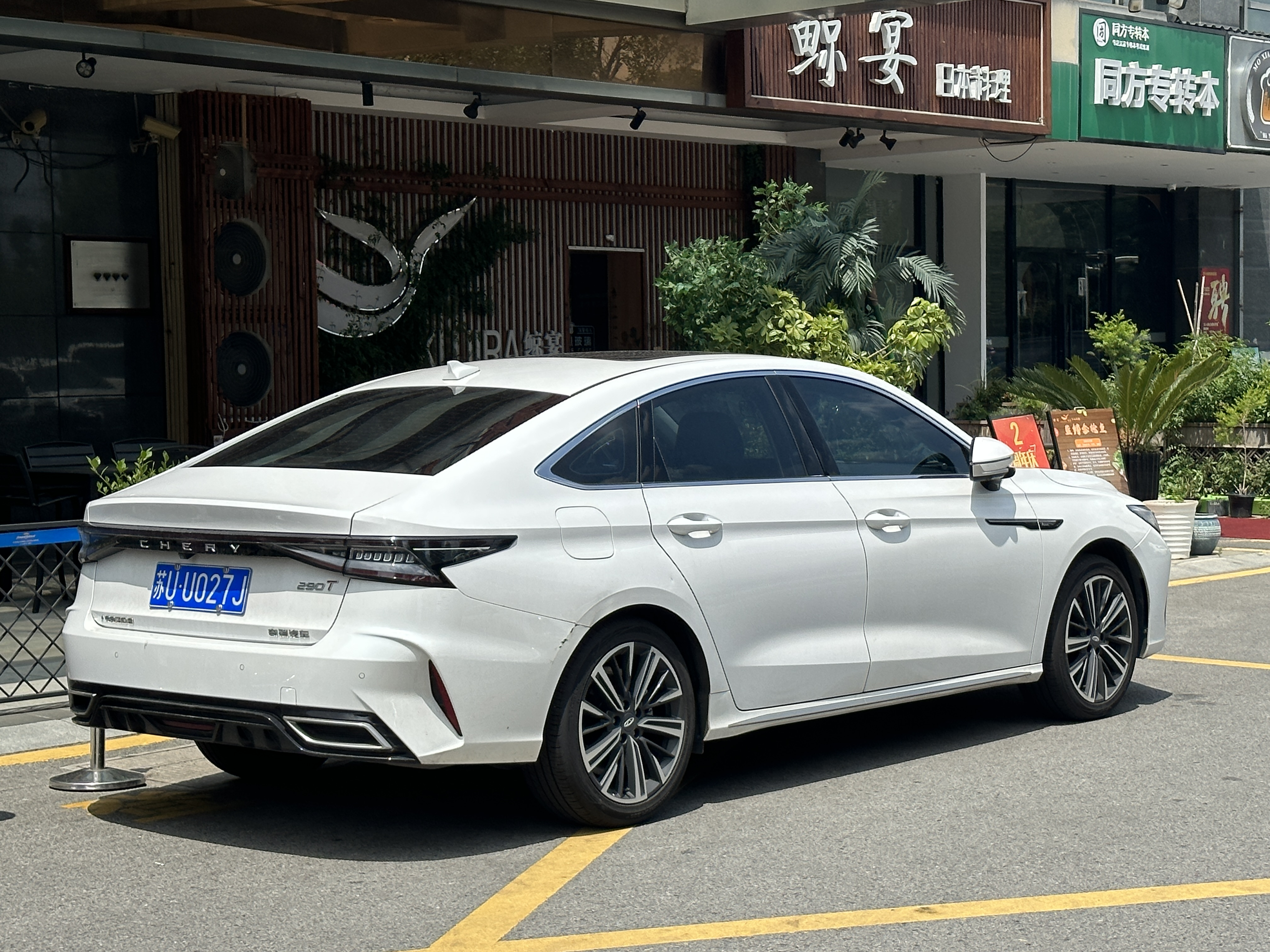
Rear view
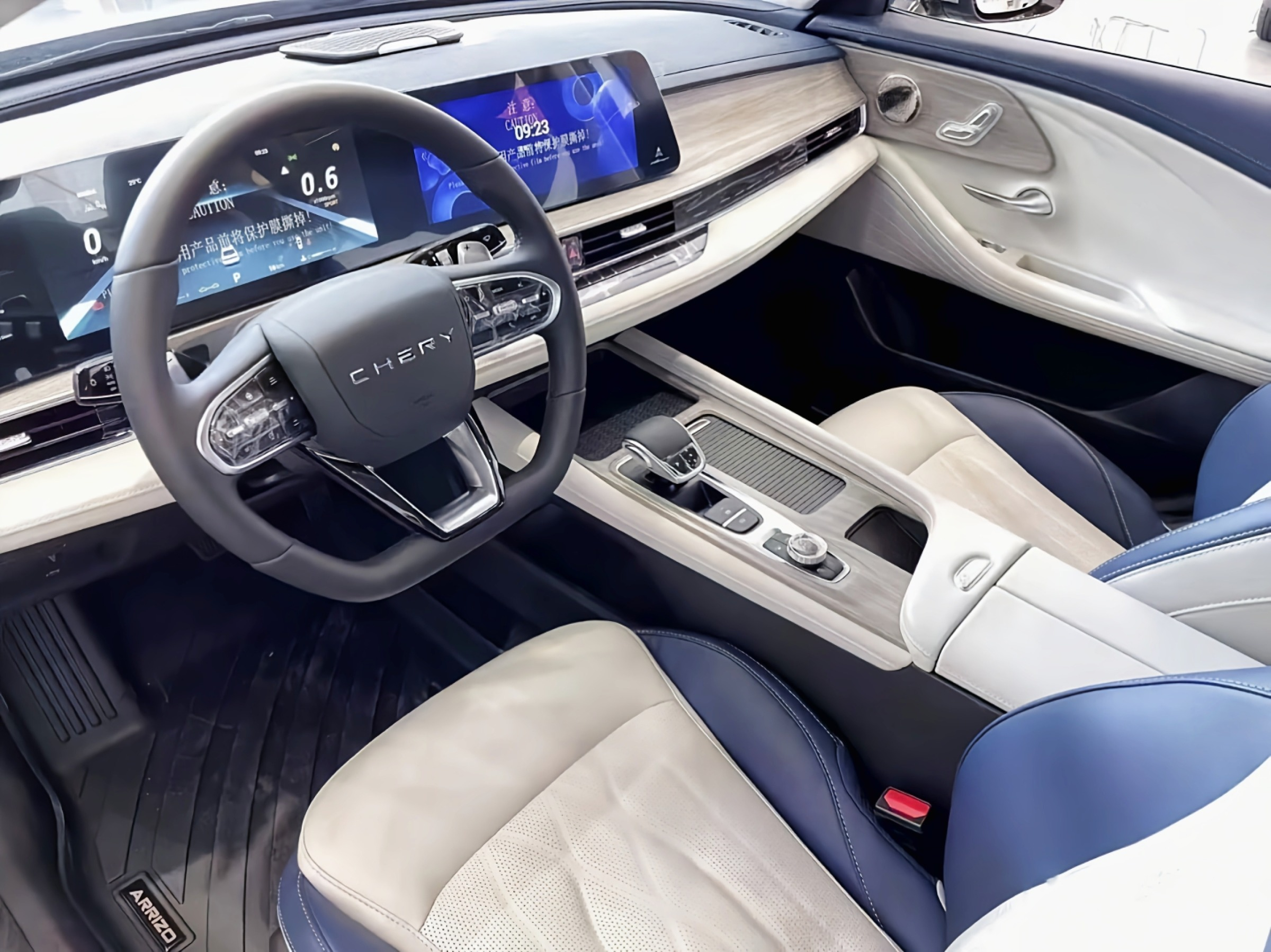
Interior